# Cassidy Gray
Cassidy Gray (Invermere, 25 gennaio 2001) è una sciatrice alpina canadese.

## Biografia
Originaria di Invermere, sorella di Zoe, a sua volta sciatrice alpina, e attiva in gare FIS dal dicembre del 2017, Cassidy Gray ha esordito in Nor-Am Cup il 13 dicembre dello stesso anno a Panorama in slalom speciale (21ª), in Coppa del Mondo il 16 gennaio 2021 a Kranjska Gora in slalom gigante, senza completare la prova, e ai Campionati mondiali a Cortina d'Ampezzo 2021, dove si è classificata 23ª nello slalom gigante, 7ª nella gara a squadre e non si è qualificata per la finale nello slalom parallelo. Sempre nel 2021 ha conquistato  in Nor-Am Cup il primo podio, il 13 dicembre a Panorama in supergigante (2ª), e la prima vittoria, il giorno successivo nella medesima località in slalom parallelo; ai XXIV Giochi olimpici invernali di Pechino 2022, suo esordio olimpico, si è piazzata 9ª nella gara a squadre e non ha completato lo slalom gigante, mentre ai Mondiali juniores di Panorama 2022 ha vinto la medaglia d'oro nella gara a squadre. Ai Mondiali di Saalbach-Hinterglemm 2025 è stata 25ª nella discesa libera, 20ª nel supergigante, 19ª nella combinata a squadre e non ha completato lo slalom gigante.

## Palmarès

### Mondiali juniores
- 1 medaglia:
  - 1 oro (gara a squadre a Panorama 2022)

### Coppa del Mondo
- Miglior piazzamento in classifica generale: 90ª nel 2024

### Nor-Am Cup
- Miglior piazzamento in classifica generale: 2ª nel 2023
- Vincitrice della classifica di slalom gigante nel 2023
- 13 podi:
  - 6 vittorie
  - 7 secondi posti

#### Nor-Am Cup - vittorie
| Data             | Località       | Paese       | Specialità |
| ---------------- | -------------- | ----------- | ---------- |
| 14 dicembre 2021 | Panorama       | Canada      | PR         |
| 15 dicembre 2021 | Panorama       | Canada      | GS         |
| 27 febbraio 2023 | Georgian Peaks | Canada      | GS         |
| 28 febbraio 2023 | Georgian Peaks | Canada      | GS         |
| 10 aprile 2024   | Panorama       | Canada      | GS         |
| 19 marzo 2025    | Burke Mountain | Stati Uniti | GS         |

Legenda:

GS = slalom gigante

PR = slalom parallelo

### Campionati canadesi
- 6 medaglie:
  - 3 ori (slalom gigante nel 2020; slalom gigante nel 2023; slalom gigante nel 2024)
  - 3 argenti (supergigante nel 2022; supergigante, slalom speciale nel 2023)